# Caledonia (Minnesota)
Caledonia is een plaats (city) in de Amerikaanse staat Minnesota, en valt bestuurlijk gezien onder Houston County.

## Demografie
Bij de volkstelling in 2000 werd het aantal inwoners vastgesteld op 2965.
In 2006 is het aantal inwoners door het United States Census Bureau geschat op 2916, een daling van 49 (-1,7%).

## Geografie
Volgens het United States Census Bureau beslaat de plaats een oppervlakte van
7,4 km², geheel bestaande uit land. Caledonia ligt op ongeveer 360 m boven zeeniveau.

## Plaatsen in de nabije omgeving
De onderstaande figuur toont nabijgelegen plaatsen in een straal van 20 km rond Caledonia.